# Chiesa di San Gennaro Spogliamorti
La chiesa di San Gennaro Spogliamorti (anche San Gennariello Spogliamorti) è una chiesa di Napoli ubicata in vico Limoncello.
Venne fondata nell'VIII secolo su iniziativa del duca Sergio I di Napoli. Nel Medioevo venne inglobata nel quartiere ebreo della città (la Giudecca); in questo periodo la chiesa fu utilizzata anche come deposito per i defunti, che qui venivano spogliati degli averi per poi rivenderli al mercato degli ebrei (da qui l'antica denominazione).
Nel XVI secolo divenne rettoria e nel 1581 il rettore Ottavio Vulcano la cedette alla Congrega di Santa Maria degli Angeli che riedificò l'edificio di culto dopo il 1607 in stile barocco. A metà del XIX secolo a questa congrega venne accorpata quella di San Giovanni Battista, che era stata fondata nel 1485 nella chiesa di San Giovanni a Mare.
Quindi la chiesa venne abbandonata e attualmente ospita un locale pubblico.
Nell'interno dovevano essere conservate opere d'intarsio del XV secolo, un quadro attribuito dal Galante a Marco Pino e, sempre in base alla stessa fonte, un'ulteriore tela realizzata da Domenico Antonio Vaccaro.